# 長濟義橋碑
長濟義橋碑，台灣南投縣定古蹟，勒石於清光緒十八年(西元1892年)，原為集集廣盛宮前左側石獅座前之古石碑，右側石獅座前為古石碑「嚴禁水沙連社丁首索詐碑記」，兩者皆於921大地震中毀損，現置於集集廣盛宮倉庫中。

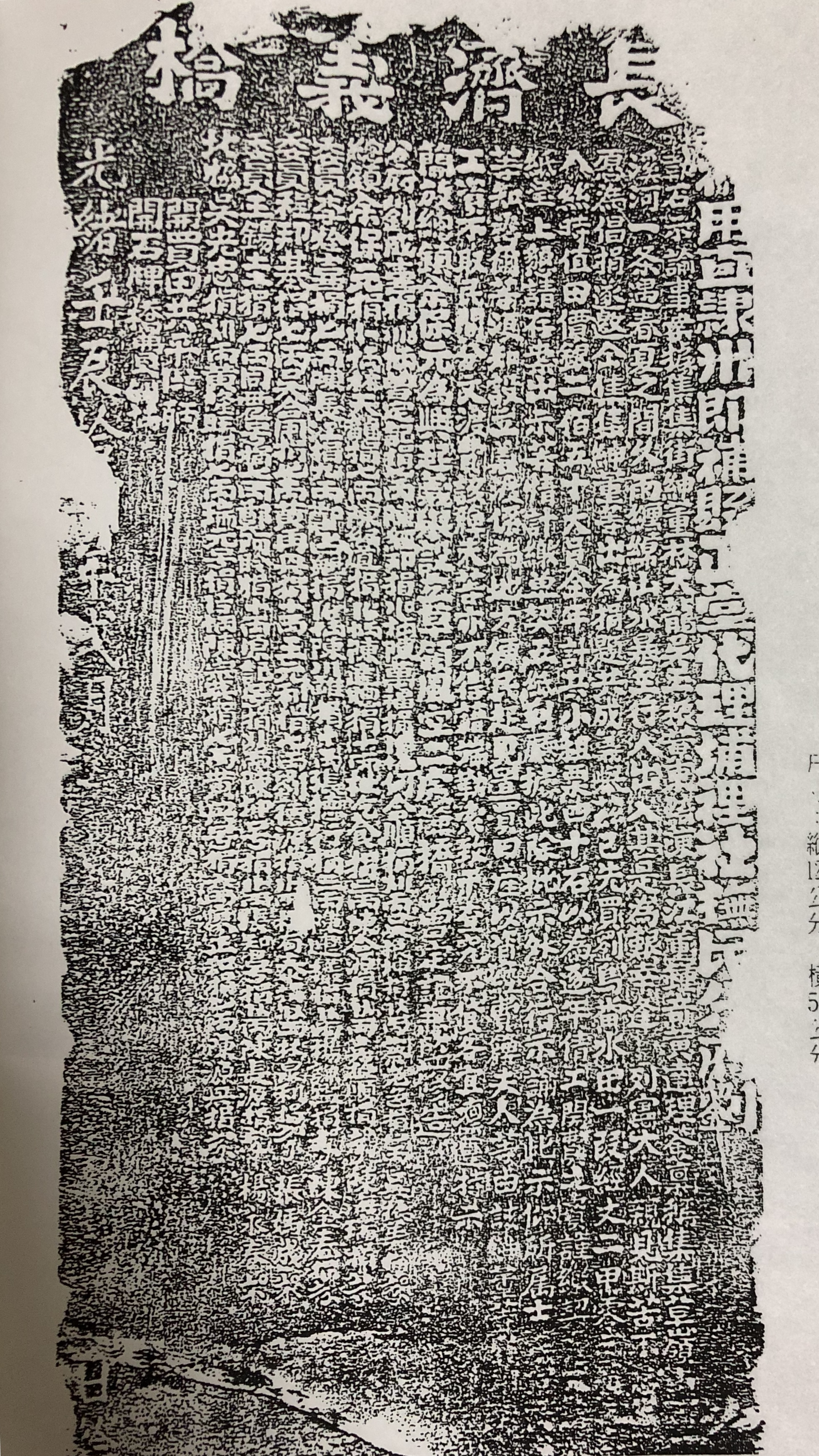
長濟義橋石碑之拓印

## 沿革
清光緒年間，集集街仕紳林天龍、陳長江等人，對於集集草嶺腳下濁水溪，每逢春夏之間久雨纏綿，當洪水暴至，行人出入不方便，乃籌集出資捐助，先買劉烏田水田一段，約二甲餘地，全年計共租粟四十石，以為「義渡」之費用；另架設竹木為「長濟義橋」於草嶺、風空二處，並簽報當時埔里社通判劉威，劉威獲知批示並立告示申明，要求地方人士公置長濟義橋田產，作為渡船經費，嚴禁筏夫收取渡資，更不可以藉端勒索，於清光緒18年2月告示勒刻，碑為砂岩陰刻。
碑長122公分，寬58公分，厚13公分。現石碑已字跡斑駁、風化難以辨識。

## 特色
長濟義橋碑捐獻金額記載沿用當時會計的數字，如：〡〢〣〤〥〦〧〨〩〇，舉例：分府劉成喜捐〣〥（十兩），即三十五兩。如今，全球已通用阿拉伯數字，此記錄方式恐怕已成絶筆。另由石碑捐獻者名單中觀察到除了以個人為名捐獻之外，更有以「店號」名義捐獻，如「黃興號」「原記號」「瑞元號」「同震號」等等，也由此可知當時集集地方商業之繁榮。

## 全碑文
補用直隸州即補縣正堂代理埔裡社撫民分府劉，為勒石示諭事。  
案據集集街紳董林天龍、吳玉振、黃東綺、陳長江、董鍾奇、黃達理簽稟稱：「集集草嶺山脚有溪河一条，遇春夏之間，久雨纏綿，山水暴至，行人出入甚是為艱。幸逢列憲大人親見斯苦，不忍坐視，愿為倡捐；遂邀仝集集紳董等出為捐題，共成義舉。茲已先買劉烏番水田一段，經丈二甲零三厘二毫八絲，時值田價銀二佰五十大員；全年計共小租粟四十石，以為逐年倩工開費之資。謹繳契書丈單五紙呈上，懇請存案出示」等情，計繳單契紙到廳。據此，除批示外，合行示諭。為此，示仰所屬士庶軍民人等知悉：爾等須知設立義渡，係為地方便民起見；置買田產，以資經費，簰夫人等，由該紳董等雇用，給發工資，不取民間分文渡費；該簰夫等，亦不得藉端勒索，致干查究不貸。各宜凜遵！特示。  
簡放總鎮余保元為興起義舉，設立草嶺、風空二處簰橋；曾定記兼監修造。 
分府劉威喜捐三十五兩，總鎮余保元捐二十一兩，委員李烇喜捐七兩，委員程邦基捐七兩，委員王錫圭捐七兩，北協吳光忠捐四兩二錢，曾定記捐七兩，林天龍捐七兩，陳長江捐九兩，吳合用捐七兩，同震號捐七兩，黃隆旺捐七兩，陳經邦捐二十兩，陳紹道捐十五兩，鄭占魁捐十五兩，黃再捐十兩，鄭阿聆捐十兩，瑞元號捐十八兩，陳萬福捐十四兩，陳達聰十兩，陳川離捐十兩，王元利捐七兩，原記號捐四兩一錢，陳宗英捐七兩，何合順捐四兩二錢，杜乞食捐三兩，張德行捐三兩，劉德源捐二兩一錢，陳坤號捐二兩一錢，黃興號捐六兩，吳振坤捐一兩四錢，陳合源一兩四錢，陳連欉捐一兩四錢，林有泰捐一兩四錢，張智號捐一兩四錢，廖正和捐一兩，蔡老色捐一兩，吳振順捐七錢，楊謙益捐七錢，林泉捐七錢，陳長源捐七錢，陳源興捐七錢，吳振美捐七錢，陳海瑞捐七錢，陳金春捐七錢，張媽成六錢，楊永春六錢。 
開買田共平一百七十八兩，開石牌橋費五十二兩。 
光緒壬辰拾捌年弍月　日給。

## 外部連結
- 集集現勘古石碑 將修復做歷史見證 （页面存档备份，存于）
- 〈中部〉〈921震損 15年未見光〉集集廣盛宮古石碑 將重豎立 （页面存档备份，存于）